# Maria Sournatcheva

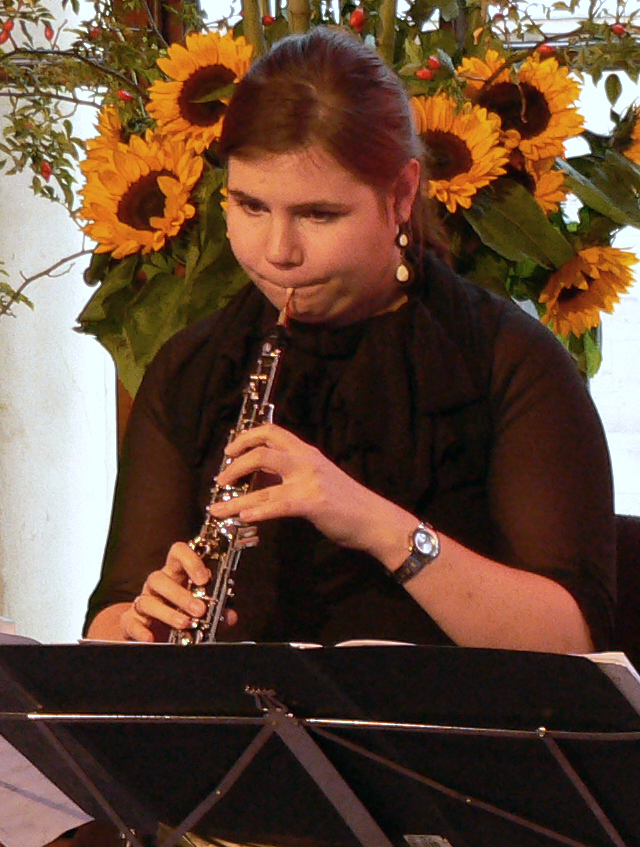
Maria Sournatcheva, 2011

Maria Sournatcheva, verheiratete Schrage (russisch Мария Сурначёва, Marija Surnatschjowa; * 23. Juli 1988 in Moskau) ist eine russische Oboistin.

## Berufliche Entwicklung
Maria Sournatcheva erhielt seit ihrem sechsten Lebensjahr Unterricht in Klavier und Blockflöte. Später war ihr Interessenschwerpunkt die Oboe. Auf Einladung der Spiwakow-Stiftung reiste sie im Jahr 2000 zu Konzerten in die USA, nach Kanada und Frankreich. 2001 erhielt sie von der Hochschule für Musik, Theater und Medien Hannover das Angebot, ihre musikalische Ausbildung in der Oboenklasse von  Klaus Becker fortzusetzen. Am Institut zur Frühförderung Hochbegabter (IFF) legt sie  den Grundstein für eine internationale Karriere. Seit 2005 war sie Stipendiatin der Yehudi Menuhin Förderung „Live Music Now“. Im Jahre 2008 und 2009 war Sournatcheva als Solo-Oboistin des Staatsorchester Niedersachsen engagiert. Seit Saison 2012/13 ist Maria Sournatcheva die Solo-Oboistin im Musikkollegium Winterthur. 

## Auszeichnungen
- 1997 erster Preis beim Wettbewerb „Nikolaj Rubinstein und die Moskauer Musikschule“
- 1998 zweiter Preis beim TV-Wettbewerb „Junge Musiker Moskaus“
- 1999 Preisträgerin des Wettbewerbs „Veo-Veo International“ des Spanischen Fernsehens
- 2000 Stipendiatin der Spiwakow-Stiftung
- 2001 erster Preis beim internationalen Jugendwettbewerb im Rahmen des Festivals „Oldenburger Promenade“
- Bei „Jugend musiziert“ erhielt sie mehrfach erste Preise auf Bundesebene, sowohl in Solo- als auch Duowertungen
- 2004 Förderpreis des Braunschweig Classix Festivals in einem Konzert mit dem Staatsorchester Braunschweig und Mitglied im Bundesjugendorchester des Deutschen Musikrats
- 2007 dritter Preis beim Musikwettbewerb der ARD
- 2010 Preisträgerin des Praetorius-Förderpreises Niedersachsen
- 2011 Gewinnerin des europäischen Lions-Club-Wettbewerbes für Oboe in Maastricht
- 2017 ECHO Klassik (Konzerteinspielung des Jahres)

## Diskografie
- Russische Oboenkonzerte von Kikta, Rubtsov & Eshpai mit dem Göttinger Symphonie Orchester,[1] Valery Kikta (Komponist), Andrey Rubtsov (Komponist), Andrey Eshpai (Komponist), Christoph-Mathias Mueller (Dirigent) / Musikproduktion Dabringhaus & Grimm[2]